# Lethocerus americanus
Lethocerus americanus är en insektsart som först beskrevs av Joseph Leidy 1847.  Lethocerus americanus ingår i släktet Lethocerus och familjen Belostomatidae. Inga underarter finns listade i Catalogue of Life.

## Bildgalleri

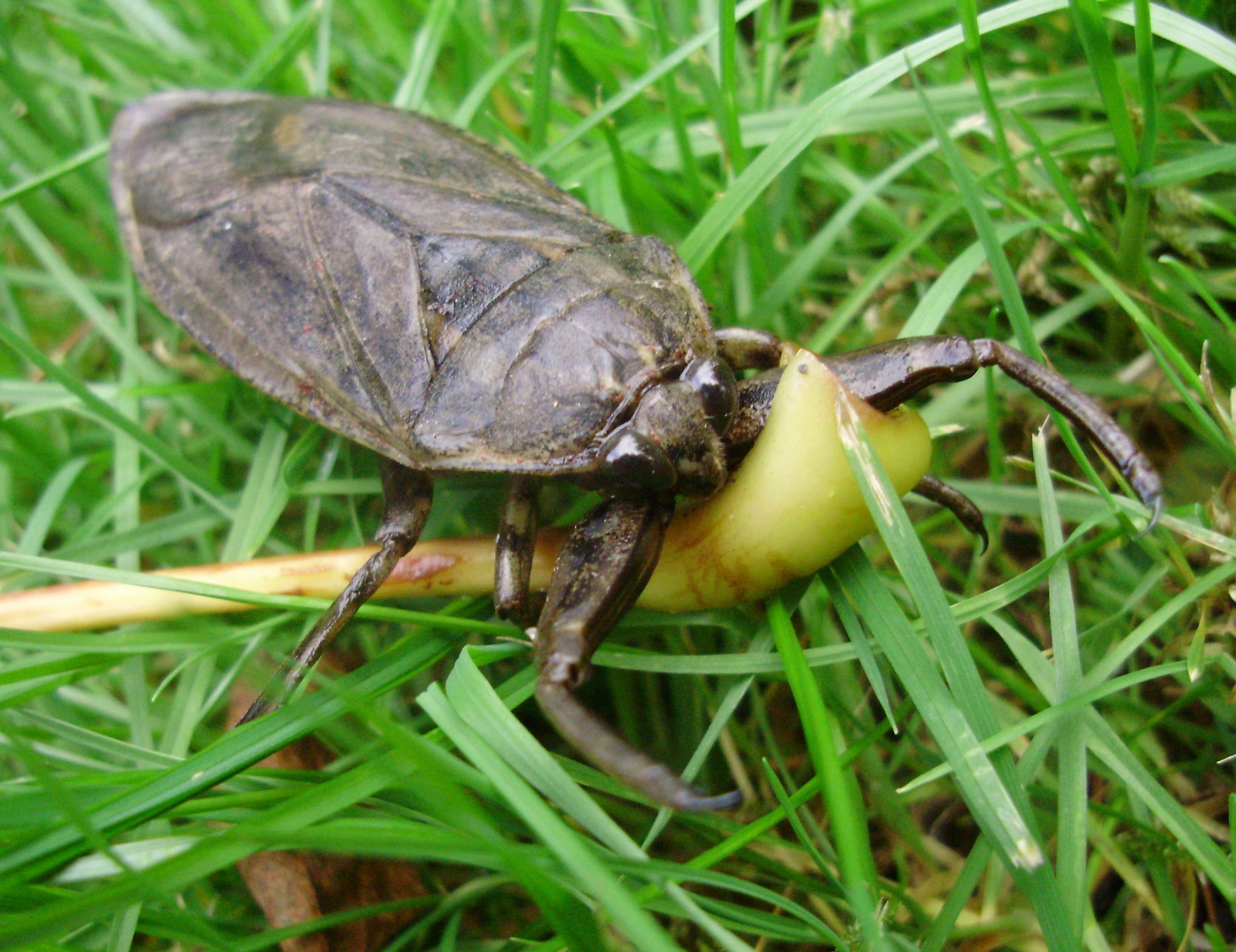